# Chapelle Sainte-Anne du Pallet
La chapelle Sainte-Anne est une chapelle catholique située au Pallet dans le département de la Loire-Atlantique, en France.

## Nom
Cette chapelle est dédiée à sainte Anne, mère de Marie.

## Localisation
La chapelle est située près du cimetière de la commune, au pied des ruines de la place forte.

## Historique
La modeste chapelle Sainte-Anne est le dernier vestige de l’église paroissiale Saint-Vincent.
Dans la deuxième moitié du XIe siècle, la chapelle Sainte-Anne est construite. Elle est accolée au flanc sud d’une chapelle castrale préexistante, probablement contemporaine du donjon qui est daté du la fin du Xe siècle ou du début du XIe siècle. À une date indéterminée, les deux chapelles sont prolongées vers l’ouest et deviennent le chevet de l’église paroissiale Saint-Vincent. Cette extension est réalisée avant 1646, date à laquelle un dessin de L. Doomer, conservé au Musée Dobrée de Nantes, présente l’édifice complet,.
En 1683, l'archidiacre Binet décrit l’église Saint-Vincent délabrée et le chœur au bord de la ruine. Personne n’ose toucher celui-ci car il appartient au seigneur de la Galissonnière et du Pallet. On peut donc supposer que le nef, elle, appartient à la paroisse qui en assume l’entretien.
Le chœur, ancienne chapelle castrale, disparait pendant la Révolution.
L’ancienne église est rasée en 1853 et seule la chapelle Sainte-Anne est épargnée grâce à l’intervention de Prosper Mérimée. Une nouvelle église est construite sur un nouvel emplacement dans le bourg en réutilisant les pierres de l’ancien édifice. En plus de son délabrement, l’ancien église avait l’inconvénient d’être excentrée par rapport au bourg.
La chapelle est inscrite aux monuments historiques en 1941 (arrêté du 9 août). Elle est restaurée en 1957.

## Description
La chapelle Sainte-Anne se situe à environ 8,5 mètres des vestiges du donjon roman construit au sud de la butte d’Abélard.  Le chœur disparu de l’église Saint-Vincent était encore plus proche : 5 mètres. Il est possible qu’un fossé ait séparé le donjon des chapelles.
La façade de la chapelle est percée d’une grande arcade de plein cintre fermée par une grille. Elle semble bien nue, mais elle correspondait à la jonction avec le collatéral et non à une façade extérieure.
L’édifice est formé d’une petite nef pratiquement carrée voûtée en berceau, prolongée par une abside voûtée en cul-de-four. Sur le côté de la nef, un passage voûté mène à une porte au linteau en cintre surbaissé. L'abside est éclairé par trois petite fenêtres de plein cintre très ébrasées aux linteaux monolithiques gravés de faux claveaux.
À l’extérieur, la chapelle est épaulée par des contreforts rajoutés ultérieurement pour lutter contre le déversement de l’édifice.
Le mur nord de la nef dépasse de la chapelle. Il est marqué par deux hauts contreforts plats qui encadrent la porte au linteau surbaissé et au dessus, désaxée, une curieuse fenêtre : son ébrasement s'ouvre vers l'extérieur et elle est placée trop haut pour éclairer l’intérieur de la chapelle. Ce mur appartient à la première chapelle castrale à laquelle la chapelle Sainte-Anne a été accolée. C'était le côté sud de la travée droite précédant l'abside. La chapelle disparue était plus profonde et plus haute que le nouvel édifice. Par la suite, l’adjonction d’une nef dans son prolongement et d’un bas-côté incomplet au sud crée un édifice dont le plan (on peut clairement voir la trace au sol de l’ancien édifice sur les photos satellites) et l’élévation sont curieux, comme le montrent les dessins anciens. Mais ceux-ci sont trop peu précis pour permettre de décrire ou de dater les constructions nouvelles.
Il est possible qu’au moment de l’édification de la chapelle Sainte-Anne au sud de la chapelle castrale on ait prévu de construire une chapelle symétrique au nord, ce qui aurait créé un chevet à trois absides d’inspiration poitevine. Mais le projet n’aurait jamais été conduit à son terme. On note des ressemblances avec l’église Saint-Nicolas-de-Brem en Vendée, qui date également du XIe siècle (plan des absides, linteaux gravés de faux claveaux des fenêtres…) et présente, bien que partiellement ruiné, ce plan amené à complétude.
La chapelle renferme quatre pierres tombales provenant de la chapelle Saint-Jean.

## Photographies

Chapelle Sainte-Anne
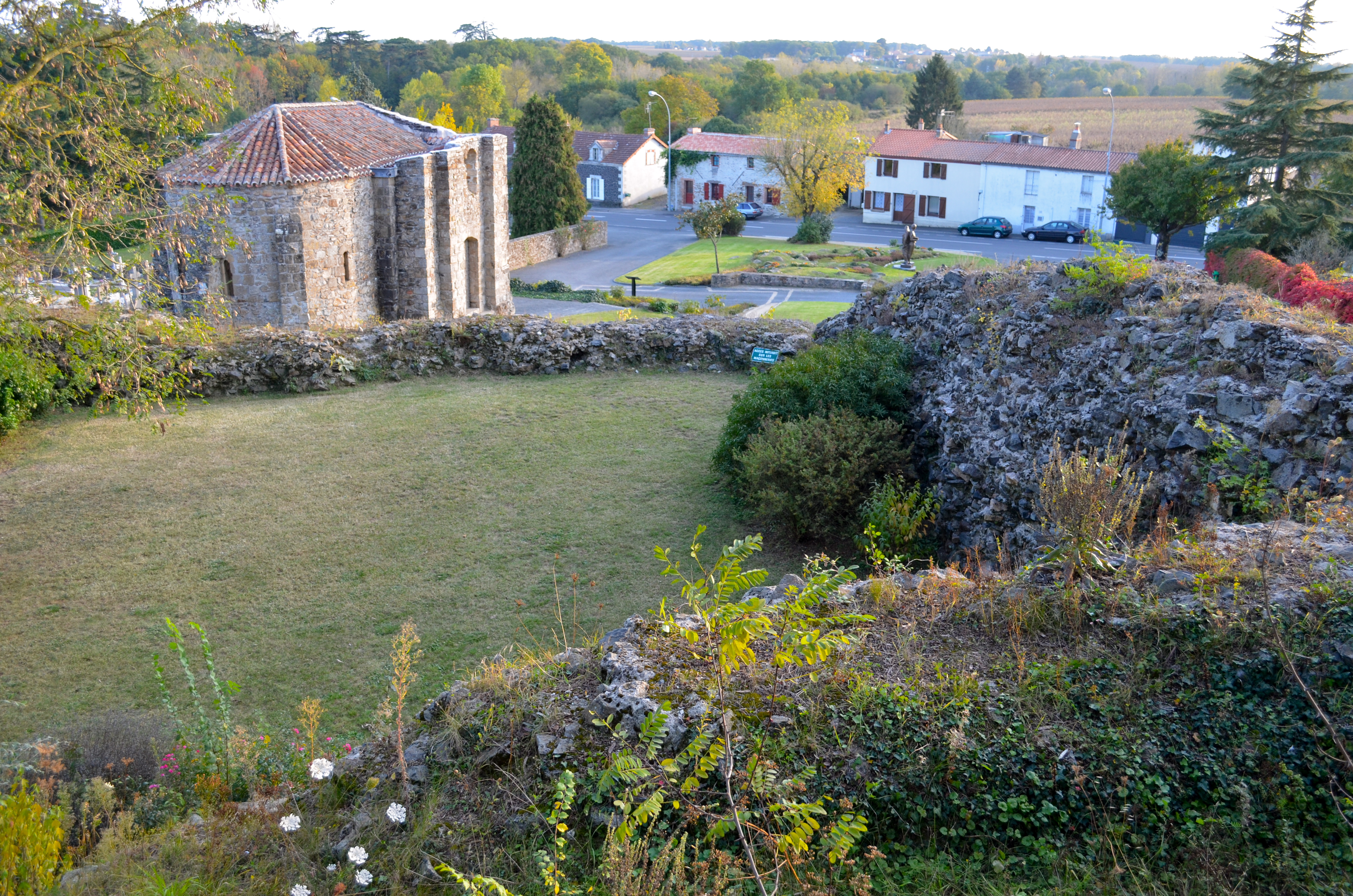
Vue depuis la place forte
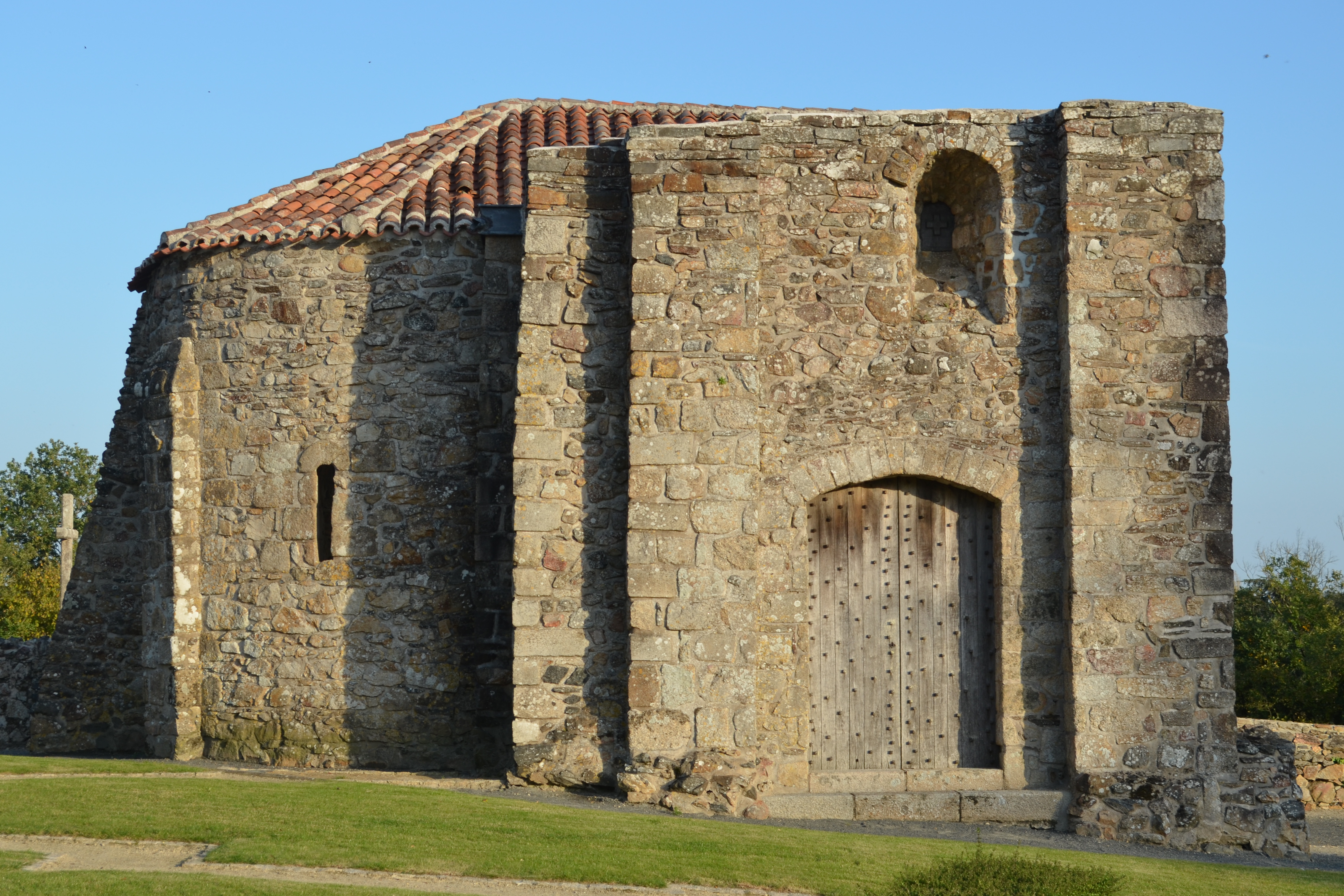
Vue latérale
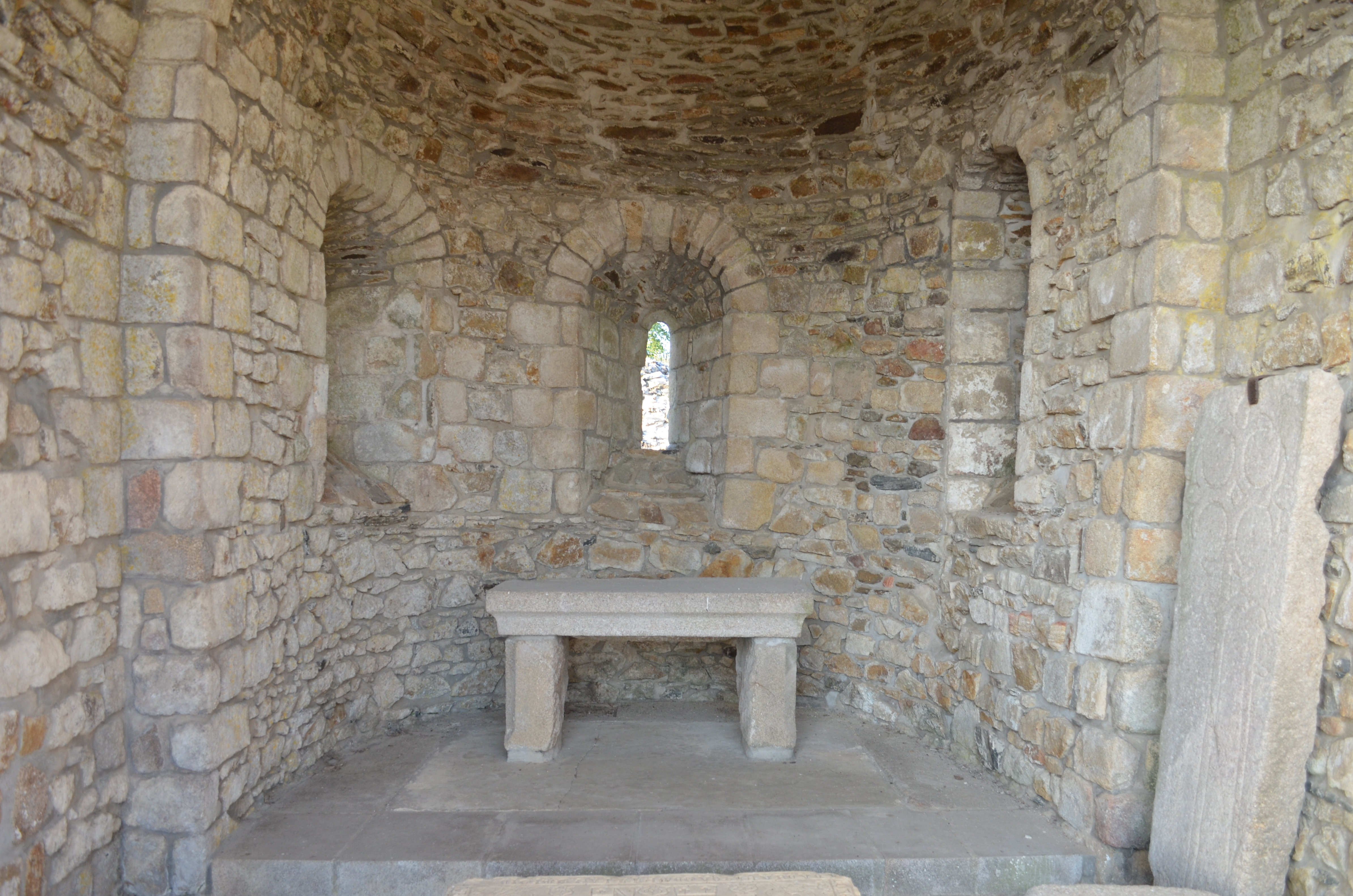
Intérieur
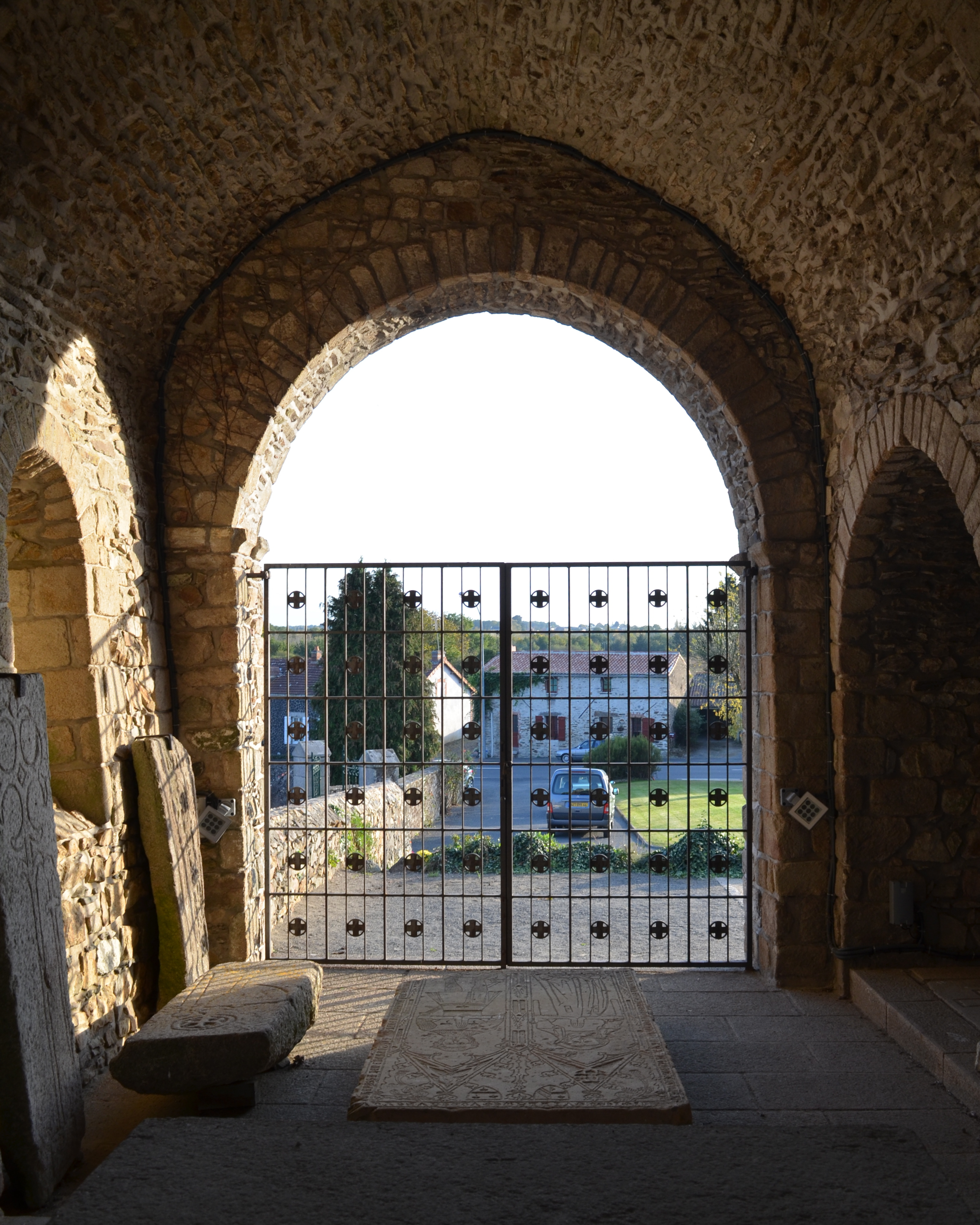
Intérieur
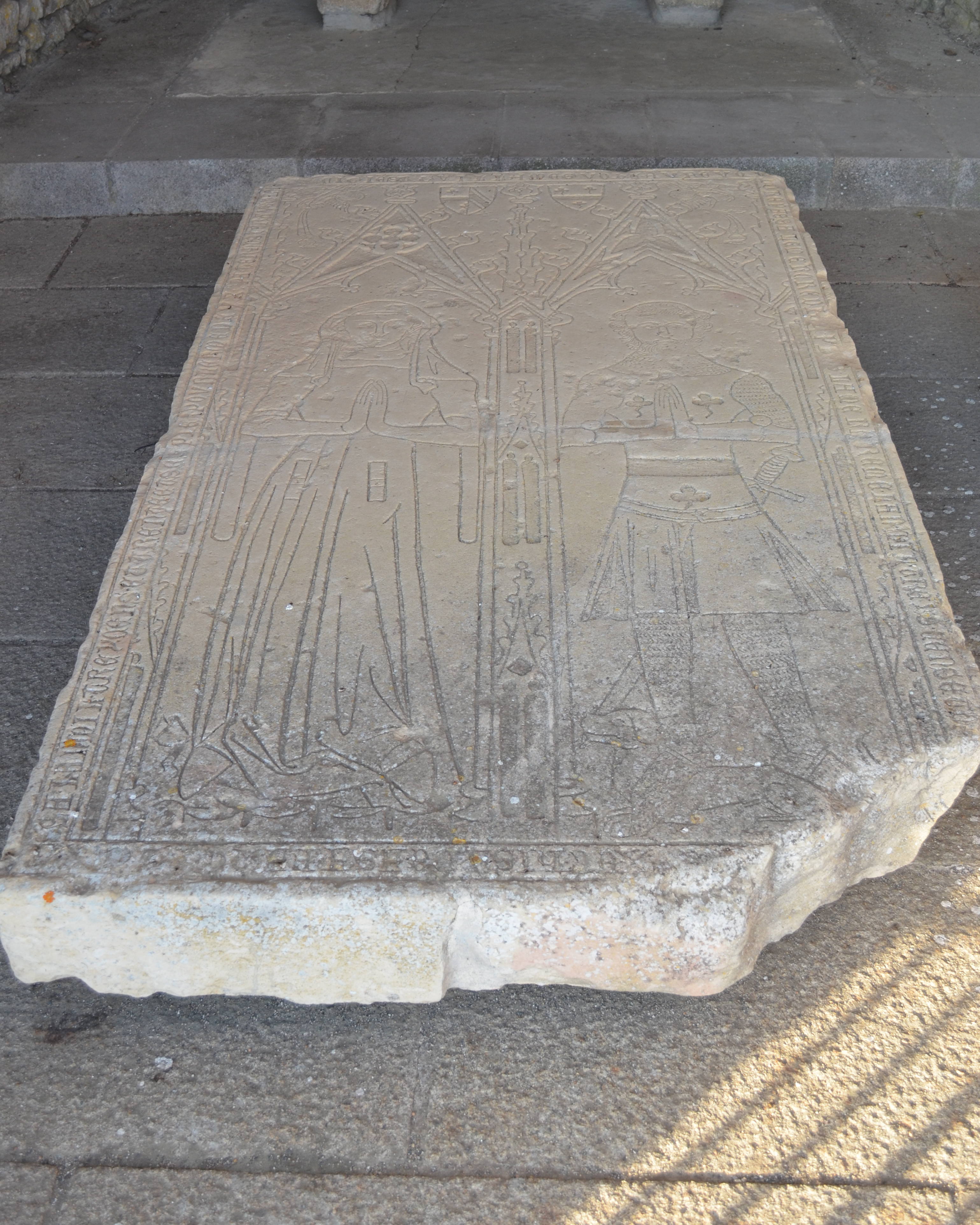
Stèle